# 盧利科查山
10°40′45″S 76°40′16″W / 10.67917°S 76.67111°W
盧利科查山（Luliqucha），是秘魯的山峰，位於該國中部利馬大區和帕斯科大區，由奧永區和西蒙玻利瓦爾區負責管轄，屬於安地斯山脈的一部分，海拔高度5,200米。